# Гаврилко, Марина Всеволодовна
Мари́на Все́володовна Гаври́лко (23 июля 1913, Санкт-Петербург — 6 февраля 1994, Москва) — советская и российская актриса театра и кино.

## Биография
Марина Гаврилко родилась 23 июля 1913 года в Петербурге. Отец будущей актрисы, Всеволод Андреевич Гаврилко был художником, а мать, Екатерина Вацлавовна Вильямович, — актрисой. Родители разошлись, когда Марине было полтора года и до одиннадцати лет она жила у бабушки в Крыму. В 1924 году отчим Марины отвёз её в Ленинград в детский дом, где она училась и жила до семнадцати лет. Во время учёбы в школе девочка занималась в детской художественной студии при Ленинградском ТЮЗе и закончила её в 1930 году.
В 1930—1932 годах актриса работала в Ленинградском Пролеткульте, а в 1932 году начала карьеру в Москве. В 1933—1940 — в составе труппы Малого театра.
В кино начала сниматься в 1939 году. С 1940 года работала на киностудии Мосфильм.
В 1942—1945 — актриса фронтовых театров.
В 1945—1946 — работа в Новом Театре.
В 1947—1948 годы работала в Театре-студии киноактёра.
В 1949—1952 годах руководила художественной самодеятельностью МВД СССР. С 1949 года участвовала также в дубляже иностранных фильмов.
В 1951—1961 работала по договорам в кино. В 1961 году актриса вошла в штат Киностудии имени Горького, где работала до 1990 года.
Скончалась на 81-м году жизни 6 февраля 1994 года в Москве. Урна с прахом захоронена в колумбарии Донского кладбища.

## Творчество

### Роли в кино
- 1939 — Ошибка инженера Кочина — Клавдия Ивановна, буфетчица
- 1941 — Боевой киносборник № 4 — милиционер
- 1941 — Два друга — Таня
- 1941 — Сердца четырёх — кассир
- 1944 — Родные поля — Анна Тимофеевна Хвалина
- 1949 — Счастливый рейс — девушка
- 1953 — Налим — экономка
- 1953 — Чук и Гек — жена Миколы Терентьича, попутчица в поезде
- 1955 — Солдат Иван Бровкин — Акулина
- 1956 — Весна на Заречной улице — Марья Гавриловна, мать Зины
- 1956 — За власть Советов — тётка возле колодца
- 1957 — Екатерина Воронина — Сафонова
- 1958 — Иван Бровкин на целине — Акулина
- 1958 — Трое вышли из леса — Марья Михайловна Максимова
- 1959 — Баллада о солдате — беженка-украинка в поезде
- 1959 — Спасённое поколение — тётя Дуся
- 1959 — Я вам пишу...
- 1960 — За городской чертой — Фрэсина
- 1961 — Когда деревья были большими — соседка Кузьмы по коммуналке
- 1962 — Я купил папу — продавщица мороженого
- 1963 — Большие и маленькие — соседка Соколовых
- 1963 — Понедельник — день тяжёлый — Мария Павловна Каблукова
- 1964 — Дальние страны
- 1965 — Алёшкина охота — тётя Паша
- 1966 — Бурьян — Гумачиха
- 1969 — 13 поручений — покупательница
- 1971 — Минута молчания — соседка Бокаревой
- 1971 — У нас на заводе — жена Полухина
- 1973 — Зелёная волна
- 1973 — Мачеха — тётка Дарья
- 1973 — Тихоня — почтальон
- 1975 — Что с тобой происходит? — Клара Павловна, учительница алгебры
- 1976 — Приключения Нуки — подруга женщины с петухом
- 1976 — Развлечение для старичков — Маша Апраксина
- 1978 — Конец императора тайги — мать Соловьёва
- 1980 — История одного подзатыльника — соседка Козловых
- 1981 — Карнавал — соседка Соломатиных в старой квартире
- 1981 — Мы, нижеподписавшиеся — пассажирка с сигаретой
- 1981 — На чужом празднике — Марья Степановна, хозяйка дома
- 1982 — Нам здесь жить — Ефимовна
- 1983 — Карантин — пассажирка в автобусе
- 1983 — Такая жёсткая игра — хоккей
- 1984 — Лев Толстой — Мария Николаевна, младшая сестра
- 1984 — Приходи свободным — Мария Владиславовна
- 1986 — В распутицу
- 1986 — Голова Горгоны — Поликсена
- 1987 — Спасите наши души — Анна Евгеньевна
- 1988 — Француз — соседка Дарьи Сергеевны
- 1990 — Комитет Аркадия Фомича
- 1990 — Система «Ниппель» — Полина Васильевна
- 1992 — Генерал — Любовь Сергеевна
- 1992 — Зачем алиби честному человеку? — мать Шалудкина

### Озвучивание
- 1954 — Сёстры Рахмановы («Узбекфильм»)
- 1955 — Встреча — Шовкет (роль Б. Шекинской)
- 1955 — Лымеривна (фильм-спектакль) (роль Л. Криницкой)
- 1957 — Ева хочет спать (ПНР)
- 1964 — Пансион Буланка (нем. Pension Boulanka; ДЕФА, ГДР)
- 1965 — История моей глупости (венг. «Butaságom története»; ВНР) — тётя Гизи (роль Маньи Кишш)
- 1968 — Возвращение улыбки (груз. ღიმილის დაბრუნება) («Грузия-фильм»)
- 1968 — Город просыпается рано — Мариам (роль Сесиль Такаишвили)
- 1969 — Колония Ланфиер (СССР, Чехословакия) — Саб (роль Беты Поничановой)
- 1969 — Минувшие дни — Узбек-аим (роль Марьям Якубовой)
- 1969 — Десница великого мастера («Грузия-фильм») — Гурандухти (роль Лианы Асатиани)
- 1969 — Кыз Жибек («Казахфильм») — Камка (роль Сабиры Майкановой)
- 1970 — Звезда моего города (груз. Chemi qalaqis varskvlavi) («Грузия-фильм») (роль Сесиль Такаишвили)
- 1970 — Ищите девушку (азерб. O qızı tapın) («Азербайджанфильм») — Мейранса-ханум (роль Насибы Зейналовой)
- 1970 — Кувшин (груз. ქვევრი) («Грузия-фильм») — Маро(роль Генриетты Лежавы)
- 1970 — Третья дочь (роль С. Бакаевой)
- 1971 — Незадачливые похитители
- 1972 — Когда зацвёл миндаль (груз. Rotsa akvavda nushi) («Грузия-фильм») — бабушка Варо (роль Сесиль Такаишвили)
- 1973 — Шах королеве бриллиантов (латыш. Šahs briljantu karalienei); СССР) — Алида Грубе (роль Лидии Фреймане)
- 1976 — Цена счастья («Азербайджанфильм») — Кешвар (роль Насибы Зейналовой)
- 1977 — Красная косынка (Турция)
- 1978 — Синема
- 1978 — Зимний отпуск — Анита (роль Катрин Вяльбе)
- 1980 — Я ещё вернусь (азерб.  Gözlə məni) («Азербайджанфильм») — Солмаз (роль Сусанны Меджидовой)
- 1981 — Утренние всадники — Энекути (роль Э. Аллановой)
- 1984 — Голубые горы, или Неправдоподобная история (груз. ცისფერი მთები ანუ დაუჯერებელი ამბავი) («Грузия-фильм») — кассир (роль Сесиль Такаишвили)
- 1984 — Бал сказок (Венгрия)
- 1984 — Великий поход за невестой (груз. Adamianta sevda) («Грузия-фильм»)
- 1985 — Ишь ты, Масленица! (арм. Բարեկենդանը) («Арменфильм») (мультфильм)